# Sumaypamba
Sumaypamba ist eine Ortschaft und eine Parroquia rural („ländliches Kirchspiel“) im Kanton Saraguro der ecuadorianischen Provinz Loja. Die Parroquia besitzt eine Fläche von 90,96 km². Die Einwohnerzahl lag im Jahr 2010 bei 1594.

## Lage
Die Parroquia Sumaypamba liegt in den westlichen Anden im Süden von Ecuador. Das Gebiet wird im Norden vom Río Jubones sowie im Osten und im Westen von dessen Zuflüssen Río León und Río Uchucay begrenzt. Im äußersten Süden der Parroquia erhebt sich der 3028 m hohe Coposo. Der 1070 m hoch gelegene Hauptort befindet sich nahe dem Südufer des Río Jubones, 32 km nordnordwestlich vom Kantonshauptort Saraguro. Über eine 9 km lange Nebenstraße ist Sumaypamba mit der Fernstraße E59 (Pasaje–Cuenca) verbunden.
Die Parroquia Sumaypamba grenzt im Norden und im Nordosten an die Provinz Azuay mit den Parroquias Santa Isabel (Kanton Santa Isabel) und El Progreso (Kanton Nabón), im Südosten an die Parroquia Lluzhapa, im Südwesten an die Parroquia Manú sowie im Nordwesten an die Parroquia San Sebastián de Yúluc.

## Orte und Siedlungen
In der Parroquia Sumaypamba gibt es neben dem Hauptort Sumaypamba folgende Barrios: Guisaseo, Las Cochas, Mostazapamba, Playas, San José und Taravita.

## Geschichte
Die Parroquia Sumaypamba wurde am 16. April 2002 gegründet. Zuvor gehörte das Gebiet zur Parroquia Manú.